# San Miguel del Cantil
San Miguel del Cantil är en ort i Mexiko.   Den ligger i kommunen Santiago Papasquiaro och delstaten Durango, i den centrala delen av landet, 900 km nordväst om huvudstaden Mexico City. San Miguel del Cantil ligger 2 244 meter över havet och antalet invånare är 126.
Terrängen runt San Miguel del Cantil är bergig åt sydväst, men åt nordost är den kuperad. Runt San Miguel del Cantil är det mycket glesbefolkat, med 6 invånare per kvadratkilometer. Närmaste större samhälle är San Diego de Tenzaens, 15,1 km öster om San Miguel del Cantil. I omgivningarna runt San Miguel del Cantil växer huvudsakligen savannskog.